# Olga Svendsen
Olga Svendsen, född 22 februari 1883 i Köpenhamn i Danmark, död 22 oktober 1942, var en dansk skådespelare. 

## Filmografi (urval)
- 1921 – Landsvägsriddare
- 1929 – Hr. Tell og Søn
- 1931 – Krudt med knald
- 1932 – Med fuld musik
- 1932 – I Kantonnement
- 1932 – Han, Hun og Hamlet
- 1933 – Hemslavinnor